# إميلي سكينر (ممثلة)
إميلي سكينر (بالإنجليزية: Emily Skinner) هي ممثلة أمريكية، ولدت في 30 نوفمبر 2002 في ميسيون فيجو في الولايات المتحدة.

## وصلات خارجية
- إميلي سكينر على موقع IMDb (الإنجليزية)
- إميلي سكينر على موقع ميوزك برينز (الإنجليزية)
- إميلي سكينر على موقع قاعدة بيانات الفيلم (الإنجليزية)